# Gilmar Mayo
Gilmar Mayo, född 30 september 1969, är en friidrottare från Colombia. Han deltog vid olympiska sommarspelen 1996 och olympiska sommarspelen 2000.